# Rughidia milleri
Rughidia milleri es una especie de plantas fanerógamas perteneciente a la familia Apiaceae. 
Es un  endemismo de Socotra en Yemen.
Su hábitat natural son las áreas rocosas.

## Descripción
Es una especie localmente común en la meseta Rewgid; en la roca vertical de los acantilados de piedra caliza, donde se encuentra a una altitud de 600 a 750 metros. Es un arbusto  muy particular con un hábitat que se limita a los acantilados escarpados inaccesible en la meseta Rewgid donde es abundante en algunos lugares. 